# 線量生存率曲線

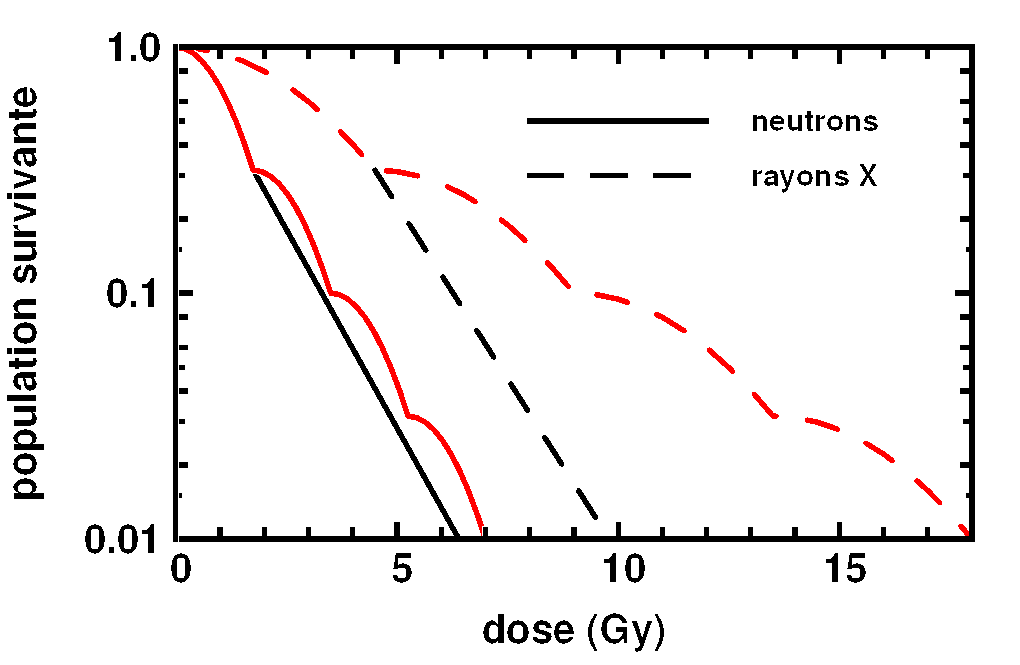
線量生存率曲線
縦軸：細胞の生存率、横軸：放射線量（単位：グレイ）
実線：中性子線、破線：エックス線

線量生存率曲線（せんりょうせいぞんりつきょくせん、英語dose-survival curve ; cell survival curve）は、放射線の線量とそれによって生じる細胞死の発生率との関係を示す曲線をいう。線量－細胞生存曲線あるいは単に生存曲線などともよばれる。

## 概説
ここでいう細胞死とは、実験的に、放射線を照射した細胞をシャーレの上で培養したとき、一個の細胞から増殖して可視的に計数できる一定以上の大きさのコロニー（培養細胞の塊）を形成できる能力を消失することを指しており（コロニー形成法）、線量生存率曲線はかならずしも生体を用いて導かれているわけではない。
哺乳類の細胞の生存曲線は一般に縦軸、横軸を算術目盛りにとるとＳ字状の曲線を示し、縦軸を対数目盛りにすると肩のある生存曲線を示す。また、真性細菌（バクテリア）や特殊な哺乳類細胞では指数関数曲線となるものがある。
細胞死の分子機構は複雑で未解明な点が多く、そのため照射線量（吸収線量）と生存曲線の関係を分子レベルで説明することはむずかしい。